# Норма (математика)
Норма — функционал, заданный на векторном пространстве и обобщающий понятие длины вектора или абсолютного значения числа.

## Определение

### Норма вектора
Норма в векторном пространстве {\displaystyle V\ } над полем вещественных или комплексных чисел — это функционал {\displaystyle p\colon V\to \mathbb {R_{+}} }, обладающий следующими свойствами:
1. {\displaystyle p(x)=0\Rightarrow x=0_{V};}
2. {\displaystyle \forall x,y\in V,p(x+y)\leqslant p(x)+p(y)} (неравенство треугольника);
3. {\displaystyle \forall \alpha \in \mathbb {C} ,\forall x\in V,p(\alpha \,x)=|\alpha |p(x).}

Эти условия являются аксиомами нормы.
Векторное пространство с нормой называется нормированным пространством, а условия (1—3) — также аксиомами нормированного пространства.
Из аксиом нормы очевидным образом вытекает свойство неотрицательности нормы:
{\displaystyle \forall x\in V,p(x)\geqslant 0}.
Действительно, из третьего свойства следует: {\displaystyle p(0_{V})=p(0\cdot 0_{V})=0\cdot p(0_{V})=0}, а из свойства 2 — {\displaystyle \forall x\in V\colon 0=p(0_{V})=p(x-x)\leqslant p(x)+p(-x)=2p(x)}.
Чаще всего норму обозначают в виде: {\displaystyle \|\cdot \|}. В частности, {\displaystyle \|x\|} — это норма элемента {\displaystyle x} векторного пространства {\displaystyle \mathbb {R} }.
Вектор с единичной нормой {\displaystyle \left(\|x\|=1\right)} называется единичным или нормированным.
Любой ненулевой вектор {\displaystyle x} можно нормировать, то есть разделить его на свою норму: вектор {\displaystyle {\frac {x}{\|x\|}}} имеет единичную норму. С геометрической точки зрения это значит, что мы берем сонаправленный вектор единичной длины.

### Норма матрицы
Нормой матрицы {\displaystyle A} называется вещественное число {\displaystyle \|A\|}, удовлетворяющее первым трём из следующих условий:
1. {\displaystyle \|A\|\geqslant 0}, причём {\displaystyle \|A\|=0} только при {\displaystyle A=0\ };
2. {\displaystyle \|\alpha A\|=|\alpha |\cdot \|A\|}, где {\displaystyle \alpha \in \mathbb {R} };
3. {\displaystyle \|A+B\|\leqslant \|A\|+\|B\|};
4. {\displaystyle \|AB\|\leqslant \|A\|\cdot \|B\|}.

Если выполняется также и четвёртое свойство, норма называется субмультипликативной. Матричная норма, составленная как операторная, называется подчинённой по отношению к норме, использованной в пространствах векторов. Очевидно, что все подчинённые матричные нормы субмультипликативны.
Матричная норма {\displaystyle \|\cdot \|_{ab}} из {\displaystyle K^{m\times n}} называется согласованной с векторной нормой {\displaystyle \|\cdot \|_{a}} из {\displaystyle K^{n}} и векторной нормой {\displaystyle \|\cdot \|_{b}} из {\displaystyle K^{m}} если справедливо:
{\displaystyle \|Ax\|_{b}\leqslant \|A\|_{ab}\|x\|_{a}}
для всех {\displaystyle A\in K^{m\times n},x\in K^{n}}.

### Норма оператора
Норма оператора {\displaystyle A} — число, которое определяется так:
{\displaystyle \|A\|=\sup _{\|x\|=1}\|Ax\|},
где {\displaystyle A} — оператор, действующий из нормированного пространства {\displaystyle L} в нормированное пространство {\displaystyle K}.
Это определение эквивалентно следующему:
{\displaystyle \|A\|=\sup _{x\neq 0}{\frac {\|Ax\|}{\|x\|}}}
- Свойства операторных норм:

1. {\displaystyle \|A\|\geqslant 0}, причём {\displaystyle \|A\|=0} только при {\displaystyle A=0};
2. {\displaystyle \|\alpha A\|=|\alpha |\cdot \|A\|}, где {\displaystyle \alpha \in \mathbb {R} };
3. {\displaystyle \|A+B\|\leqslant \|A\|+\|B\|};
4. {\displaystyle \|AB\|\leqslant \|A\|\cdot \|B\|}.

В конечномерном случае, оператору в некотором базисе соответствует матрица — матрица оператора. Если норма на пространстве(пространствах), где действует оператор, допускает одно из стандартных выражений в базисе, то свойства нормы оператора повторяют аналогичные свойства нормы матрицы.

### Норма функции
Норма функции {\displaystyle f(x)} в {\displaystyle L^{2}} равна:
{\displaystyle \|f\|_{2}={\sqrt {\int \limits _{a}^{b}f^{2}(x)dx}}}.
Норма функции {\displaystyle f(x)} в {\displaystyle L^{p}(E)} равна:
{\displaystyle \|f\|_{p}={\sqrt[{p}]{\int \limits _{E}|f(x)|^{p}dx}}}.

## Свойства нормы
1. {\displaystyle \|x\|-\|y\|\ \leqslant \|x\pm y\|\leqslant \|x\|+\|y\|}
2. {\displaystyle {{\bigl (}\|x\|-\|y\|{\bigr )}}^{2}\leqslant {\|x\pm y\|}^{2}\leqslant {{\bigr (}\|x\|+\|y\|{\bigl )}}^{2}}
3. {\displaystyle {\frac {\|x\|^{2}+\|y\|^{2}-\|x-y\|^{2}}{2\|x\|\|y\|}}\in [-1,1]} [косинус угла]
4. {\displaystyle \|0_{V}\|=\|x-x\|=\|0x\|=0\cdot \|x\|=0}
5. {\displaystyle 0=\|x-x\|\leqslant \|x\|+\|-x\|=2\|x\|\Rightarrow \|x\|\geqslant 0}

### Эквивалентность норм
- Две нормы {\displaystyle p} и {\displaystyle q} на пространстве {\displaystyle V} называются эквивалентными, если существует две положительные константы {\displaystyle C_{1}} и {\displaystyle C_{2}} такие, что для любого {\displaystyle x\in V} выполняется {\displaystyle C_{1}p(x)\leqslant q(x)\leqslant C_{2}p(x)}. Эквивалентные нормы задают на пространстве одинаковую топологию. В конечномерном пространстве все нормы эквивалентны[2].

## Примеры

### Линейные нормированные пространства

Изображение единичных окружностей для различных норм.

- Любое предгильбертово пространство можно считать нормированным, так как скалярное произведение порождает естественную норму

{\displaystyle \|x\|={\sqrt {\langle x,x\rangle }},\quad x\in X.}
- Гёльдеровы нормы {\displaystyle n}-мерных векторов (семейство): {\displaystyle \|x\|_{p}={\left(\sum _{i}|x_{i}|^{p}\right)}^{\frac {1}{p}}},

где {\displaystyle p\geqslant 1} (обычно подразумевается, что это натуральное число).
В частности:
- {\displaystyle \|x\|_{1}=\sum _{i}|x_{i}|}, что также имеет название метрика L1, норма {\displaystyle \ell _{1}} или манхэттенское расстояние. Для вектора представляет собой сумму модулей всех его элементов.
- {\displaystyle \|x\|_{2}={\sqrt {\sum _{i}|x_{i}|^{2}}}}, что также имеет название метрика L2, норма {\displaystyle \ell _{2}} или евклидова норма. Является геометрическим расстоянием между двумя точками в многомерном пространстве, вычисляемым по теореме Пифагора.
- {\displaystyle \|x\|_{\infty }=\max |x_{i}|} (это предельный случай {\displaystyle p\rightarrow \infty }).

- Нормы функций в {\displaystyle C[0,1]} — пространстве вещественных (или комплексных) непрерывных функций на отрезке [0,1]:
  - {\displaystyle \|f\|_{C[0,1]}=\sup _{x\in [0,1]}|f(x)|} — в смысле этой нормы пространство {\displaystyle C[0,1]} непрерывных на отрезке функций образует полное линейное пространство. Этого нельзя сказать о следующих двух примерах нормы на этом пространстве, тем не менее, законных:
  - {\displaystyle \|f\|_{1}=\int \limits _{0}^{1}|f(t)|\,dt}
  - {\displaystyle \|f\|_{2}={\sqrt {\int \limits _{0}^{1}|f(t)|^{2}\,dt}}}
- Аналогично можно ввести нормы для конечномерных векторных функций конечномерных векторных аргументов, заменив {\displaystyle |f(x)|\ } на {\displaystyle \|f(x)\|\ }, а интегрирование по отрезку интегрированием по области (максимум же на отрезке — в соответствующем случае — максимумом на области).

### L0-«норма»
Особым случаем является {\displaystyle \ell _{0}} (L0-«норма»), определяемая как количество ненулевых элементов вектора. Строго говоря, это не является нормой, так как не выполняется третья аксиома нормы. В основном таким видом «нормы» пользуются в задачах разреженного кодирования, в частности в Compressive sensing, где нужно найти наиболее разреженное представление вектора (с наибольшим количеством нулей), то есть с наименьшей {\displaystyle \ell _{0}}-нормой. С помощью этой «нормы» может быть определённо расстояние Хэмминга.

### Некоторые виды матричных норм
- Порожденные нормы {\displaystyle \|A\|_{p}=\sup _{\|x\|_{p}=1}\|Ax\|_{p}}:
  - {\displaystyle p=1}: {\displaystyle m}-норма, {\displaystyle \|A\|_{m}=\max _{j}\sum _{i}|a_{ij}|}
  - {\displaystyle p=2} (евклидова норма) и {\displaystyle m=n} (квадратные матрицы), подчиненная норма матрицы называется спектральная норма. Спектральная норма матрицы {\displaystyle A} равна наибольшему сингулярному числу матрицы {\displaystyle A} или квадратному корню из наибольшего собственного числа положительно полуопределённой матрицы {\displaystyle A^{\dagger }A}: {\displaystyle \left\|A\right\|_{2}={\sqrt {\lambda _{\text{max}}(A^{\dagger }A)}}}, где {\displaystyle A^{\dagger }} обозначает матрицу, сопряжённую к матрице {\displaystyle A}.
  - {\displaystyle p=\infty }: {\displaystyle l}-норма {\displaystyle \|A\|_{l}=\max _{i}\sum _{j}|a_{ij}|}

Здесь {\displaystyle A^{\dagger }} — сопряжённая к {\displaystyle A} матрица, {\displaystyle \mathrm {Tr} } — след матрицы.
- Поэлементная {\displaystyle p}-норма ({\displaystyle p>0}): {\displaystyle \|A\|_{p}=\left(\sum _{i,j}|a_{ij}|^{p}\right)^{\frac {1}{p}}}
  - Норма Фробениуса: {\displaystyle \|A\|_{F}=\|A\|_{2}={\sqrt {\sum _{i,j}|a_{ij}|^{2}}}={\sqrt {\mathrm {Tr} \,A^{\dagger }A}}}.

## Связанные понятия

### Топология пространства и норма
Норма задаёт на пространстве метрику (в смысле — функцию расстояния метрического пространства), порождая таким образом метрическое пространство, а значит топологию, базой которой являются всевозможные открытые шары, то есть множества вида {\displaystyle B(x,r)=\{y\colon \|x-y\|<r\}}. Понятия сходимости, определённой на языке теоретико-множественной топологии в такой топологии и определённой на языке нормы, при этом совпадают.